# Tubarão-quati
O tubarão-quati (nome científico: Isogomphodon oxyrhynchus), também conhecido popularmente como cação-bicudo, tubarão-bicudo, cação-espátula, tubarão-espátula e cação-quati, é uma espécie pouco conhecida de tubarão da família dos carcarrinídeos (Carcharhinidae), e o único membro existente de seu gênero. Habita águas tropicais rasas no nordeste do América do Sul, de Trindade ao norte do Brasil, favorecendo habitats lamacentos como manguezais, estuários e fozes de rios, embora seja intolerante à água doce. Um tubarão relativamente pequeno atingindo tipicamente 1,5 metro (4,9 pés) de comprimento, é inconfundível por seu focinho alongado, achatado e pontiagudo, olhos minúsculos e grandes barbatanas peitorais em forma de remo.
Os tubarões-quati são predadores de pequenos cardumes de peixes. Sua reprodução é vivípara, com as fêmeas dando à luz de dois a oito filhotes a cada dois anos durante a estação chuvosa; esta espécie é capaz de mudar o tempo de seu ciclo reprodutivo por vários meses em resposta ao ambiente. Inofensivo para os humanos, é capturado para alimentação e como captura acessória na pesca artesanal e comercial. Com alcance limitado e reprodução lenta, foi avaliado como criticamente em perigo pela União Internacional para a Conservação da Natureza (UICN / IUCN) devido ao declínio acentuado da população nos últimos anos. Acredita-se que a população atual seja extremamente baixa, com não mais de 250 indivíduos em 2016. De fato, pode até estar em colapso reprodutivo, caso em que provavelmente será extinto em um futuro próximo.

## Etimologia
O nome vernáculo cação provavelmente foi construído com a aglutinação do verbo caçar e o sufixo -ão de agente. Foi registrado pela primeira vez no século XIII como caçon, e depois em 1376 como caçom e 1440 como caçõoes. Tubarão, por sua vez, tem origem obscura, mas pode derivar de alguma das línguas nativas do Caribe. Seu registro mais antigo ocorre em 1500, como tubaram, na Carta de Pero Vaz de Caminha, e então como tuberão, em 1721.

## Taxonomia e filogenia

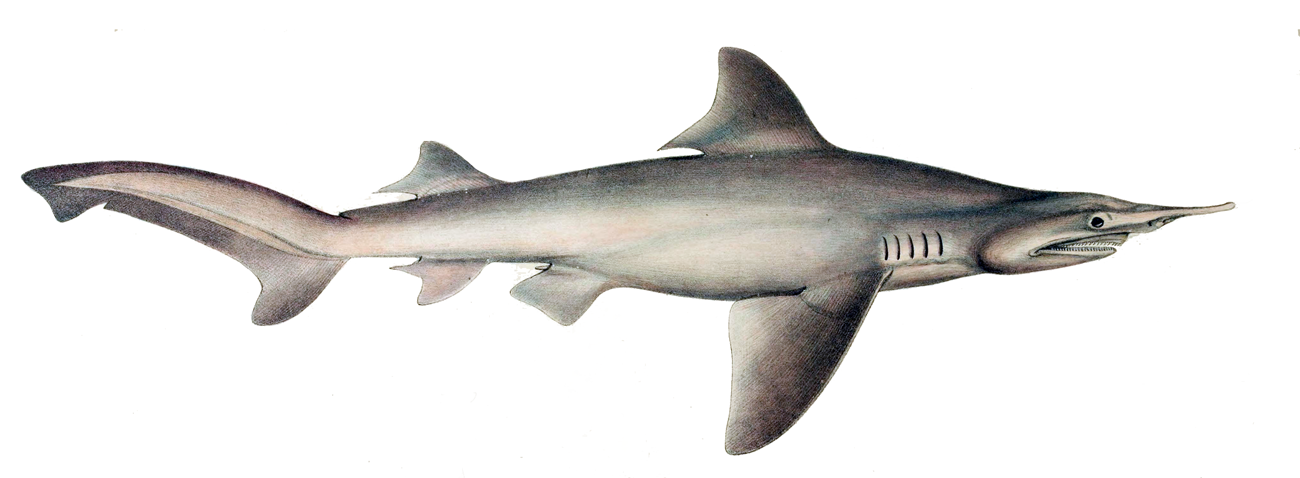
A ilustração que acompanhava a descrição original de Müller e Henle

A primeira descrição científica do tubarão-quati, como Carcharias oxyrhynchus, foi publicada pelos biólogos alemães Johannes Peter Müller e Friedrich Gustav Jakob Henle em seu Systematische Beschreibung der Plagiostomen de 1839. Escolheram o epíteto específico oxyrhynchus, do grego oxys ("agudo" ou "pontiagudo") e rhynchos ("nariz"). Em 1862, o ictiólogo norte-americano Theodore Gill cunhou o gênero Isogomphodon para esta espécie, do grego isos ("igual"), gomphos ("prego" ou "estaca"), e odous ("dente"). No entanto, Isogomphodon foi posteriormente relegado a ser sinônimo de Carcharhinus, até que foi ressuscitado pelo especialista em tubarões Stewart Springer em 1950. Independentemente de sua validade taxonômica, Isogomphodon, junto com os gêneros Nasolamia e Prionace, está intimamente relacionado a Carcharhinus. Um parente extinto, I. acuarius, remonta ao Eoceno Médio (45 Ma).

## Distribuição e habitat

Distribuição geográfica do tubarão-quati

O tubarão-quati é encontrado ao longo da costa nordeste da América do Sul, num ponto da plataforma continental com clima tropical úmido. É uma das espécies de tubarão com distribuição mais estreita no mundo. A espécie é encontrada ao longo da costa nordeste da América do Sul, ao largo de Trindade, Guiana, Suriname, Guiana Francesa e norte do Brasil até 3°S. Pode estar presente na Venezuela. Segundo relatos, ocorre até o sul de Valença, no estado da Bahia, no Brasil central, embora as pesquisas sobre sua pesca não tenham detectado essa espécie na área e ela seja aparentemente desconhecida dos pescadores locais.
Um animal solitário, vive em águas costeiras a uma profundidade de 4–40 metros (13–130 pés), preferindo as altamente turvas e diminui em número com o aumento da clareza da água. As fêmeas tendem a ser encontradas em maiores profundidades do que os machos. Sua distribuição abrange uma ampla plataforma continental com clima tropical úmido, extensos manguezais e desagua em numerosos rios, incluindo o Amazonas. A salinidade da água nesta área varia de 20 a 34 ppt, enquanto a amplitude das marés pode chegar a sete metros (23 pés). A espécie é mais comum em bancos lamacentos rasos e em estuários e fozes de rios. Não há relatos da espécie nadando em rios. Parece ser intolerante à baixa salinidade, deslocando-se para a costa durante a estação seca (junho a novembro) e para o mar durante a estação chuvosa (dezembro a maio). Não é conhecida por fazer movimentos de longa distância, embora alguns movimentos sazonais locais sejam possíveis. É provável que a espécie se desloque ao norte – em direção à América Central e ao Caribe – na primeira metade do ano, quando o fluxo do Amazonas aumenta, o que reduz a salinidade da água. Assim, no litoral do Maranhão, a espécie adentra as baías durante a estação seca e desloca-se para as margens rasas da costa durante a estação chuvosa.

## Descrição

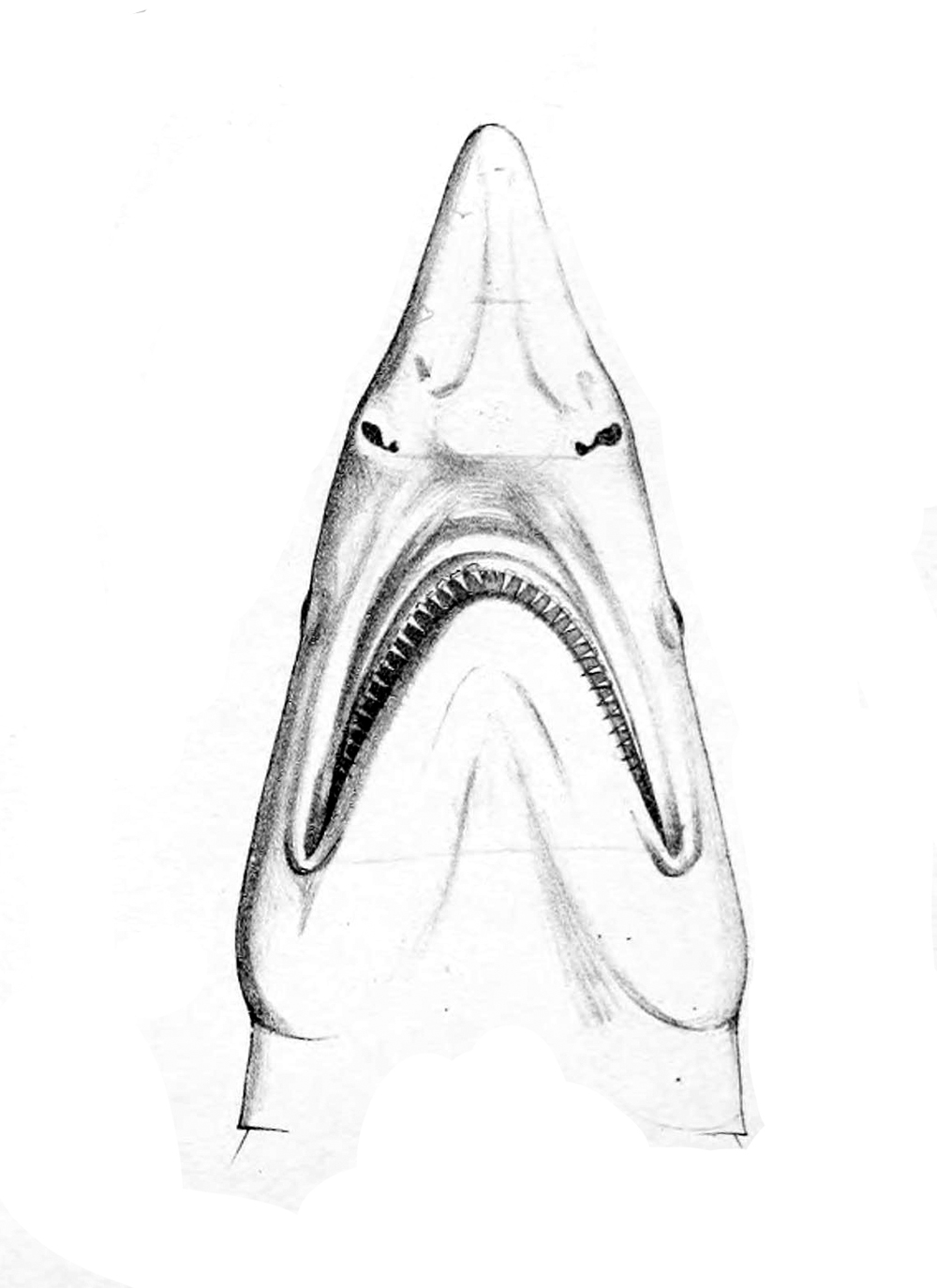
Visão ventral da cabeça

Como seu nome comum sugere, o tubarão-quati tem focinho muito longo e achatado com uma ponta pontiaguda e um perfil agudamente triangular visto de cima, descrito como uma adaga. Os olhos são circulares e de tamanho minúsculo, com membranas nictitantes (uma terceira pálpebra protetora). As narinas são pequenas, sem retalhos cutâneos nasais proeminentes. Existem sulcos curtos, mas profundos, nos cantos da boca em ambas as mandíbulas. As fileiras de dentes numeram 49-60 e 49-56 nas mandíbulas superior e inferior, respectivamente. Cada dente tem uma única cúspide estreita e vertical; os dentes superiores são ligeiramente mais largos e planos que os dentes inferiores, com bordas serrilhadas em vez de lisas.
O corpo é construído de forma robusta, com barbatanas peitorais grandes e largas em forma de remo que se originam sob a quinta fenda branquial. A primeira barbatana dorsal origina-se na metade posterior das bases das barbatanas peitorais. A segunda barbatana dorsal tem cerca de metade da altura da primeira e está localizada sobre ou ligeiramente à frente da barbatana anal. A barbatana anal é mais pequena do que a segunda barbatana dorsal e tem um entalhe profundo na margem posterior. A barbatana caudal tem um lobo inferior bem desenvolvido e é precedida por um entalhe em forma de meia-lua na parte superior do pedúnculo caudal. A coloração é cinza claro na parte superior, às vezes com um tom acastanhado ou amarelado, e mais clara na parte inferior. Seu porte é pequeno. Segundo estudo realizado no litoral do Maranhão, no Brasil, o comprimento das fêmeas varia de 55 a 145 centímetros e o dos machos de 60 a 125 centímetros, com o comprimento máximo registrado de 152 centímetros. A observação de 1 135 espécimes e dos anéis de crescimento anual de 105 seções de vértebras permitiu estimar os parâmetros da equação de crescimento de von Bertalanffy ({\displaystyle L'(t)=k\left(L_{\infty }-L(t)\right)}, com {\displaystyle L_{\infty }}): o tamanho máximo foi estimado em 171,4 centímetros, k é igual a 0,12 ano–1 e t0 é igual a −2,612 anos. Existem registros infundados de indivíduos com 2,0–2,4 metro (6,6–7,9 pés) de comprimento, que pode ser uma confusão com espécies de tubarões de aparência semelhante, como Carcharhinus brevipinna. O peso máximo conhecido é de13 quilogramas (29 libras).

## Biologia e ecologia
As espécies de tubarão dominantes dentro do alcance do tubarão-quati são o cação-azeiteiro (Carcharhinus porosus) e o tubarão-de-pala (Sphyrna tiburo). Seu focinho alongado e olhos minúsculos são prováveis consequências de viver em águas turvas carregadas de sedimentos, refletindo uma ênfase adaptativa na eletrorrecepção e outros sentidos rostrais, em vez da visão. O focinho tem semelhança superficial com o tubarão-duende (Mitsukurina owstoni), alguns tubarões-gato do gênero Apristurus e as quimeras-de-nariz-longo, todos encontrados no fundo do mar. Com mandíbulas longas e numerosos dentes pequenos, o tubarão-quati consegue capturar os pequenos cardumes de peixes que compõem a maior parte de sua dieta. As presas conhecidas incluem arenque, anchovas, bagres e corvinas.
O tubarão-quati é vivíparo; uma vez que os embriões em desenvolvimento esgotam seu suprimento de vitelo, o saco vitelino esgotado é convertido em uma conexão placentária através da qual a mãe fornece sustento. As fêmeas dão à luz ninhadas de três a oito filhotes. O ciclo de nascimento ocorre a cada dois anos, após um período inicial de um ano de desenvolvimento dos folículos ovarianos e depois um período de gestação de um ano (provavelmente de janeiro a dezembro). Não há correlação entre o tamanho da fêmea e o número de filhos. O acasalamento e o parto ocorrem em um período de aproximadamente seis meses, desde o início até o final da estação chuvosa. No entanto, é capaz de mudar o tempo de seu ciclo reprodutivo em pelo menos quatro meses, possivelmente em resposta a condições ambientais variadas. Nas costas brasileiras do Maranhão, observou-se que 70% das fêmeas capturadas em janeiro (estação chuvosa) carregavam ovos recém-fecundados ou embriões muito pequenos; as outras fêmeas tinham ovários grandes indicando acasalamento futuro. Em novembro, durante a estação seca, os embriões carregados pelas fêmeas medem 37 centímetros e estão prestes a nascer. As fêmeas se mudam para berçários costeiros rasos para dar à luz; um viveiro importante existe fora do Maranhão.
Os tubarões-quati recém-nascidos medem 38–43 centímetros (15–17 pés) de comprimento. Os filhotes podem nadar e se alimentar sozinhos desde o nascimento. Os machos amadurecem aos 103 centímetros (41 pés) de comprimento, correspondendo a uma idade de cinco a seis anos, enquanto as fêmeas amadurecem aos 115 centímetros (45 pés) de comprimento, correspondendo a uma idade de seis a sete anos. A expectativa de vida dos machos foi medida em até sete anos e as fêmeas em doze anos; os maiores machos e fêmeas conhecidos podem ter doze e vinte anos, respectivamente.

## Interações humanas
O tubarão-quati representa pouco perigo aos humanos devido ao seu pequeno tamanho e dentes. É capturado em pequenos números por pescadores de subsistência em Trindade, Guiana, Suriname e Guiana Francesa. A pressão da pesca está aumentando, especialmente no Brasil, onde levantamentos realizados entre as décadas de 1980 e 2000 mostram que o é o sexto elasmobrânquio mais pescado no estado do Maranhão.[a] No norte do Brasil, representa cerca de um décimo da captura de uma rede de emalhar flutuante que visa o Scomberomorus brasiliensis e a pescada-amarela (Cynoscion acoupa), que ocorre em estuários durante a estação seca. Este tubarão é frequentemente encontrado em mercados, mas não é considerado peixe comestível. É também uma captura incidental em redes de emalhar visando Sciades parkeri, em redes de arrasto de camarões do gênero Penaeus e em geral em palangre. Os espécimes capturados estão maduros há cerca de dois anos, o que limita suas chances de reprodução. As fêmeas, que vivem em águas mais profundas, são capturadas com menos frequência em redes de emalhar. No norte do Brasil, superam os machos com uma proporção de 1 para 0,8.
A população do tubarão-quati diminuiu mais de 90% durante a década de 2010 ao largo do Brasil, e declínios semelhantes provavelmente ocorreram em outras partes de sua área de distribuição, à medida que a pressão da pesca na região continua a aumentar. Análises demográficas dos anos 2000 mostram que as populações estão diminuindo 18,4% ao ano. Um estudo de 2016 mostra que é uma das espécies de tubarão menos resistentes devido à sua baixa taxa reprodutiva e grande número de filhotes capturados como capturas acessórias. A taxa de sobrevivência da espécie é de 38,9% no primeiro ano de vida, levando a uma diminuição gradual da população. A taxa de mortalidade devido à pesca é de 47% e a taxa de exploração da espécie é de 72%, o que indica que a exploração da espécie não é sustentável. Esses sinais indicam um provável colapso reprodutivo.
A União Internacional para a Conservação da Natureza (UICN / IUCN) o avaliou como criticamente ameaçada, pois tem distribuição limitada e é altamente suscetível à sobrepesca devido à sua baixa taxa reprodutiva. A UICN recomendou com urgência a implementação de esquemas de conservação e a expansão do monitoramento da pesca dessa espécie. Embora existam suspeitas de migrações sazonais locais, não é protegido pela Convenção de Bona sobre espécies migratórias. No Brasil, foi considerada ameaçada de extinção desde 2004 (na Instrução Normativa MMA N.º 5, de 21 de maio de 2004) e criticamente ameaçada desde 2006. Em 2014 e 2018, foi incluída como criticamente em perigo pelo Instituto Chico Mendes de Conservação da Biodiversidade (ICMBio) no Livro Vermelho da Fauna Brasileira Ameaçada de Extinção nas edições de 2014 e 2018. Também foi classificada como "vulnerável" na Lista de espécies de flora e fauna ameaçadas de extinção do Estado do Pará, em 2007. O governo federal brasileiro igualmente indicou sua vulnerabilidade e risco de extinção em 2022. Na França, o tubarão-quati é considerado espécie-chave no inventário ZNIEFF da Guiana Francesa. Na Guiana, a espécie é reconhecida como criticamente ameaçada e protegida em todo o país sob os Regulamentos de Manejo e Conservação da Vida Selvagem de 2013.
Um dos caminhos à proteção da espécie é a extensão da Área de Proteção Ambiental das Reentrâncias Maranhenses às praias e águas costeiras. Pesquisadores destacam a falta de regulamentação da pesca artesanal em áreas marinhas protegidas e, de forma mais geral, as deficiências no controle e fiscalização da pesca brasileira. Em 2018, um estudo realizado a partir da identificação de DNA de carcaças provenientes de pescarias no norte do Brasil mostrou que ele ainda é pescado, o que demonstra a ineficácia das regulamentações aplicadas à pesca. A pesca com rede de emalhar no Brasil não é controlada pelo governo e as espécies-alvo (Cynoscion acoupa e Sciades parkeri) estão desaparecendo devido à pesca predatória. Os cientistas destacam uma corrida desenfreada com o uso de redes de emalhar cada vez maiores para compensar a perda de produtividade. Pesquisas realizadas no Brasil são muito pessimistas quanto à sobrevivência da espécie. Além de raras publicações sobre paleontologia e taxonomia, os estudos sobre o tubarão-quati têm sido realizados apenas na costa norte do Brasil e têm como foco estudos de abundância, reprodução, crescimento e genética.